# Luna Park (Coney Island)
Pour les articles homonymes, voir Luna Park.

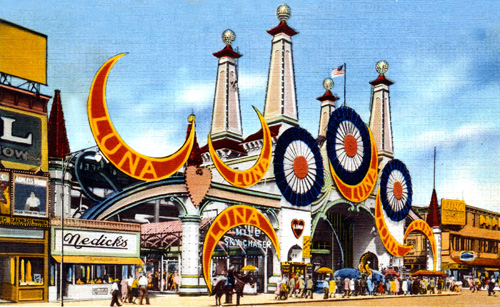
L'entrée de Luna Park, Coney Island au début du XXe siècle.

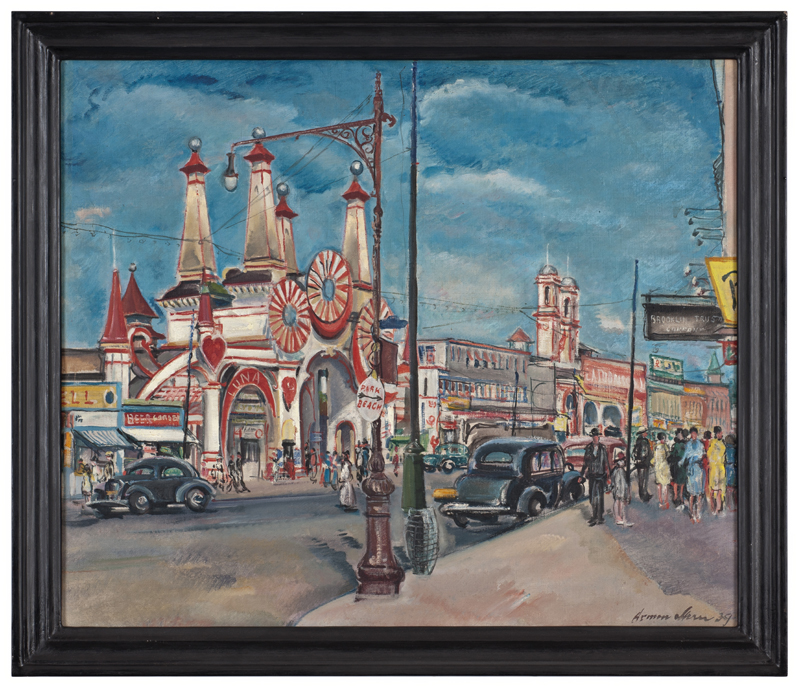
Armin Stern, Luna Parc, Coney Island, 1939.

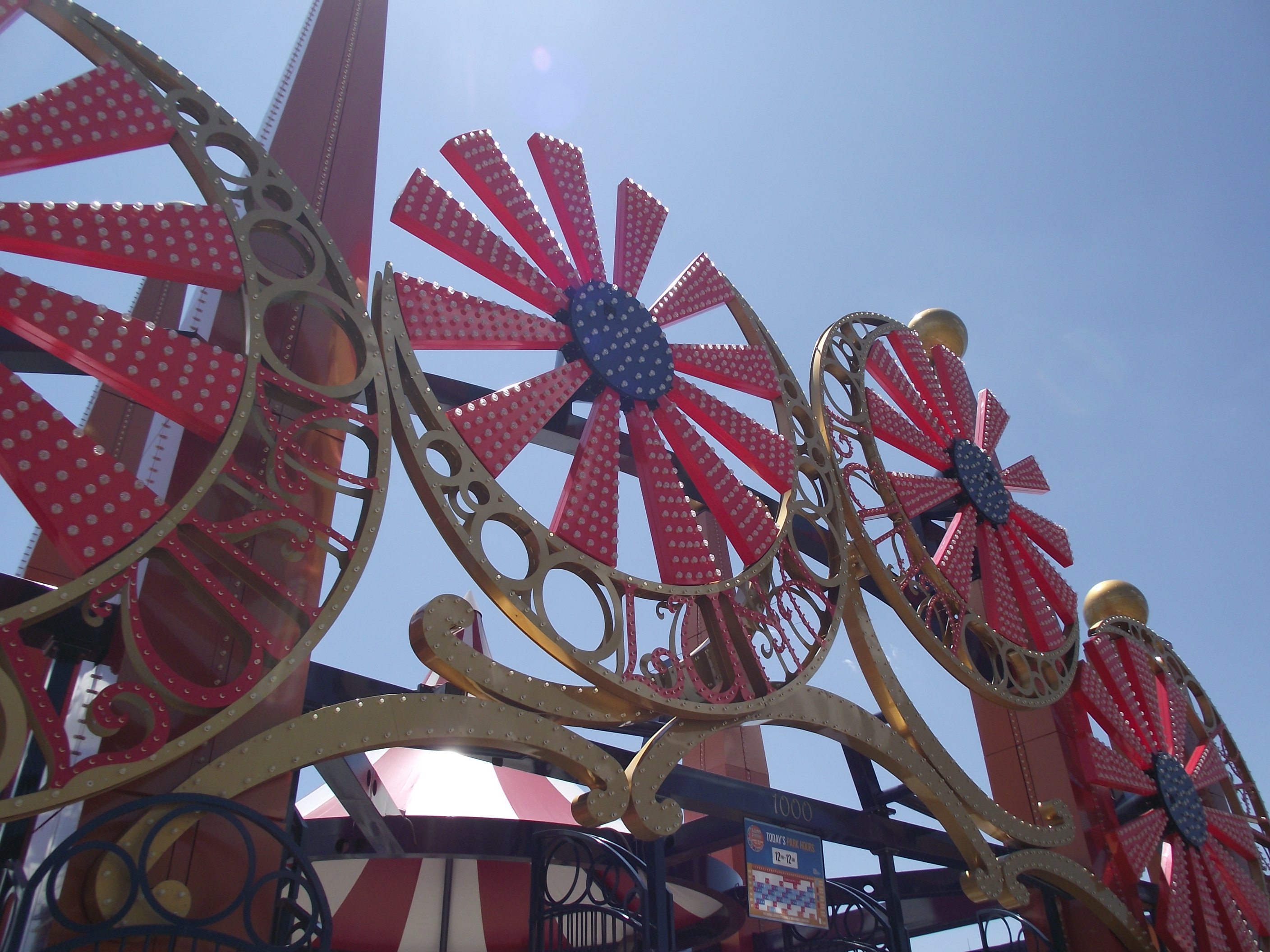
L'entrée de Luna Park en 2012.

Luna Park est un parc d'attractions situé sur Coney Island, dans la ville de New York.
Ouvert de 1903, il devient rapidement le deuxième parc d'attractions de Coney Island après Steeplechase Park, grâce à l'utilisation de stands lumineux (et beaucoup d'ampoules électriques, novateur pour l'époque où la « Fée Électricité » fascinait) et plusieurs attractions célèbres dont une avec des éléphants domestiqués. Il ferme en 1944.
En 2010, la société Zamperla rouvre le parc après y avoir investi dans une vingtaine d'attractions.

## Histoire
Frederic Thompson et Elmer « Skip » Dundy, les créateurs du parc, sont à l'origine d'une attraction à succès à laquelle le parc doit son nom. Cette attraction, A Trip to the Moon (aller-retour sur la Lune), faisait partie de l'Exposition pan-américaine qui se tint en 1901 à Buffalo dans l'État de New York. Le nom du véhicule spatial était Luna, qui signifie Lune en latin. Lors d'une discussion concernant le nom du parc, « Dundy suggéra le nom de sa sœur de Des Moines, Luna Dundy. » (Pilat & Ranson, p. 146).
Deux incendies en 1944 le détruisirent en partie. Il fut ensuite laissé en friche et n'ouvrit pas la saison suivante. Il fut finalement démembré en 1946, après un troisième incendie.
Le « nouveau » Luna Park a ouvert le 29 mai 2010. Son entrée a été pensée en hommage à l'entrée originale du Luna Park de 1903 et les terrains du parc empiètent sur les sols d'Astroland, un ancien parc d'attractions fermé depuis 2008.

## Attractions actuelles

### Montagnes russes
| Nom                         | Type / Modèle             | Constructeur | Année |
| --------------------------- | ------------------------- | ------------ | ----- |
| Circus Coaster              | Junior                    | Zamperla     | 2010  |
| Soaring Eagle               | Volante                   | Zamperla     | 2011  |
| Steeplechase Horses Coaster | Montagnes russes de motos | Zamperla     | 2011  |
| Tickler                     | Wild Mouse tournoyante    | Zamperla     | 2010  |
| Tunderbolt                  | Euro-Fighter              | Zamperla     | 2014  |

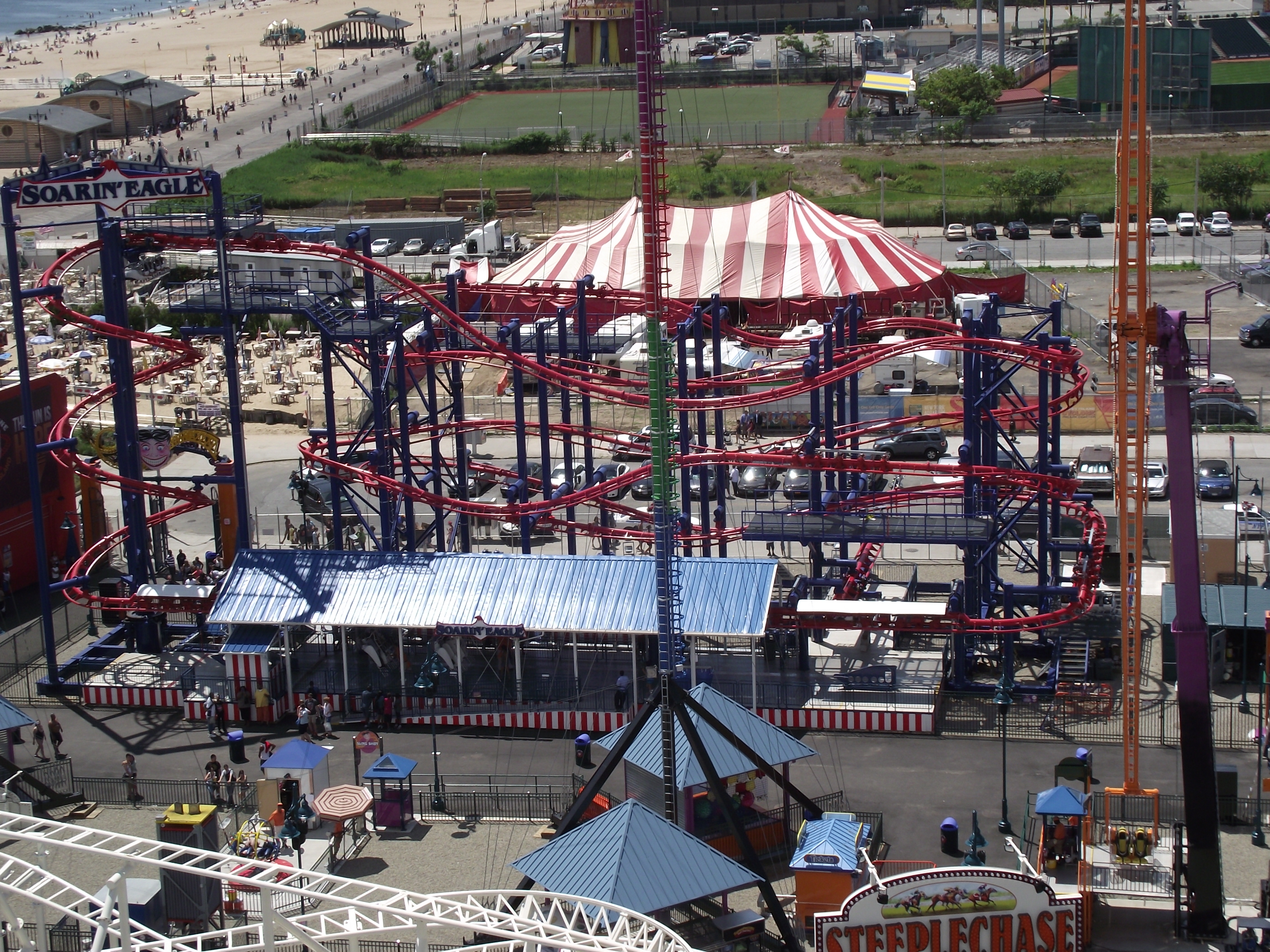
Soaring Eagle.
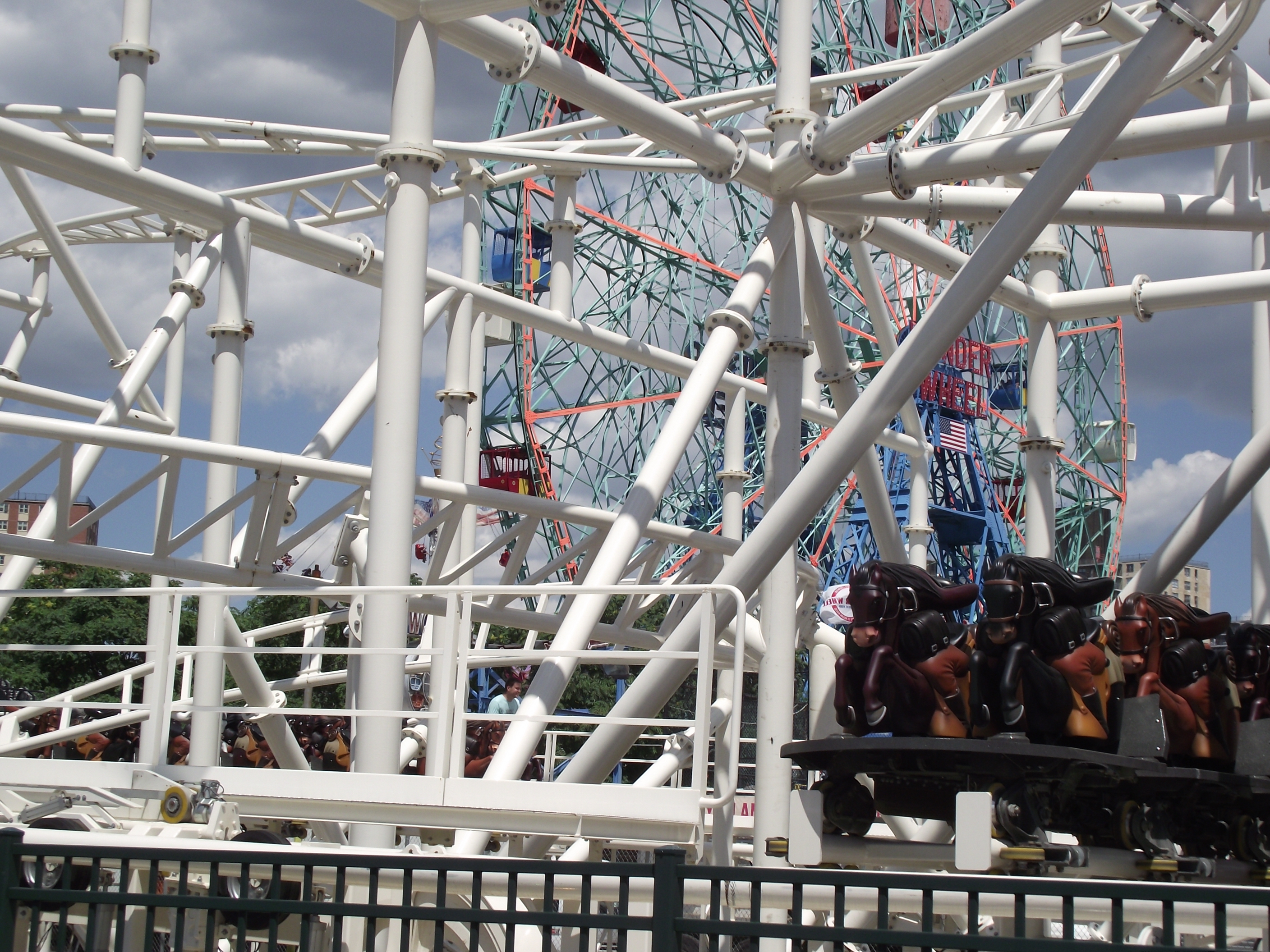
Steeplechase.
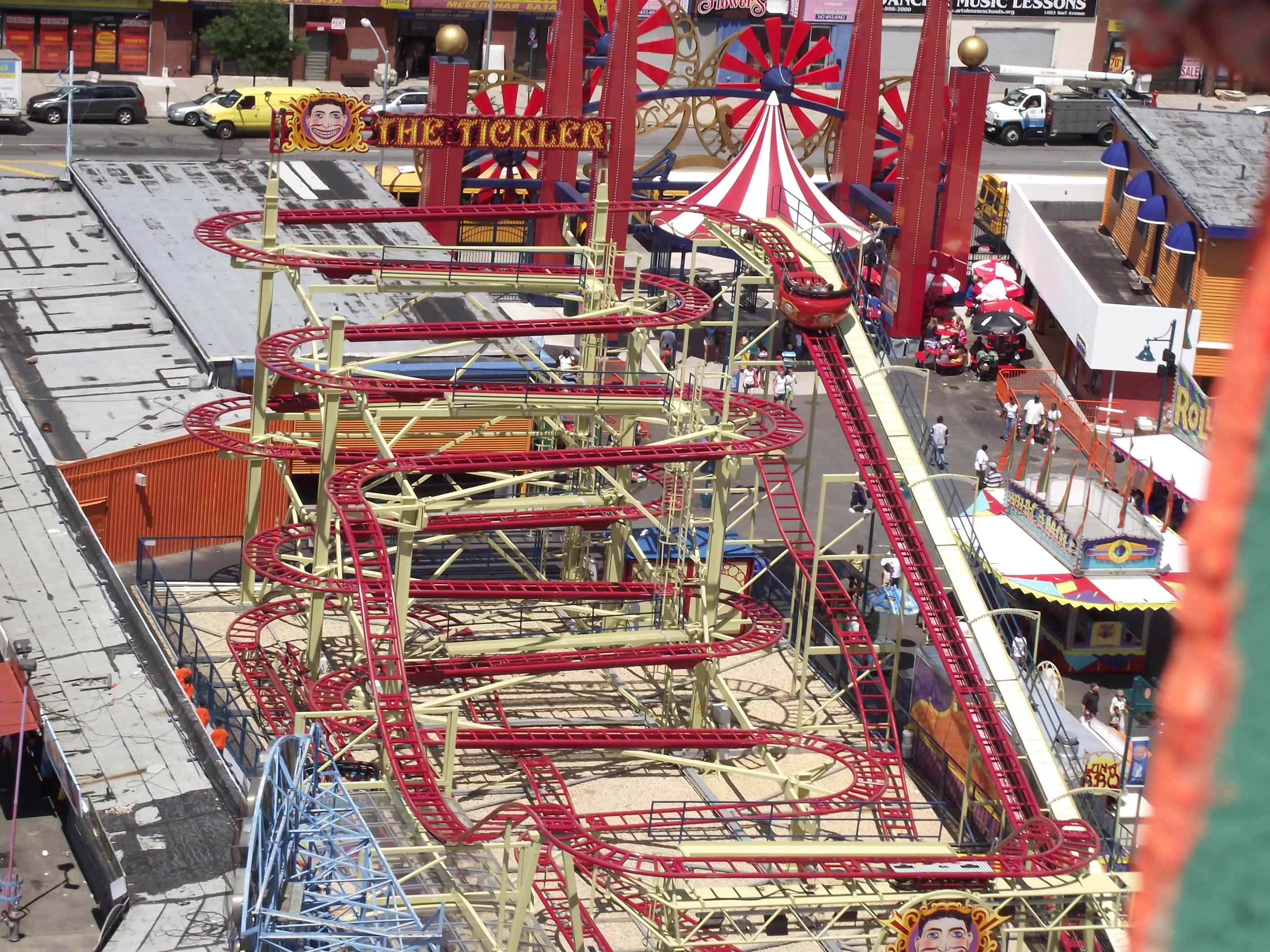
Tickler.
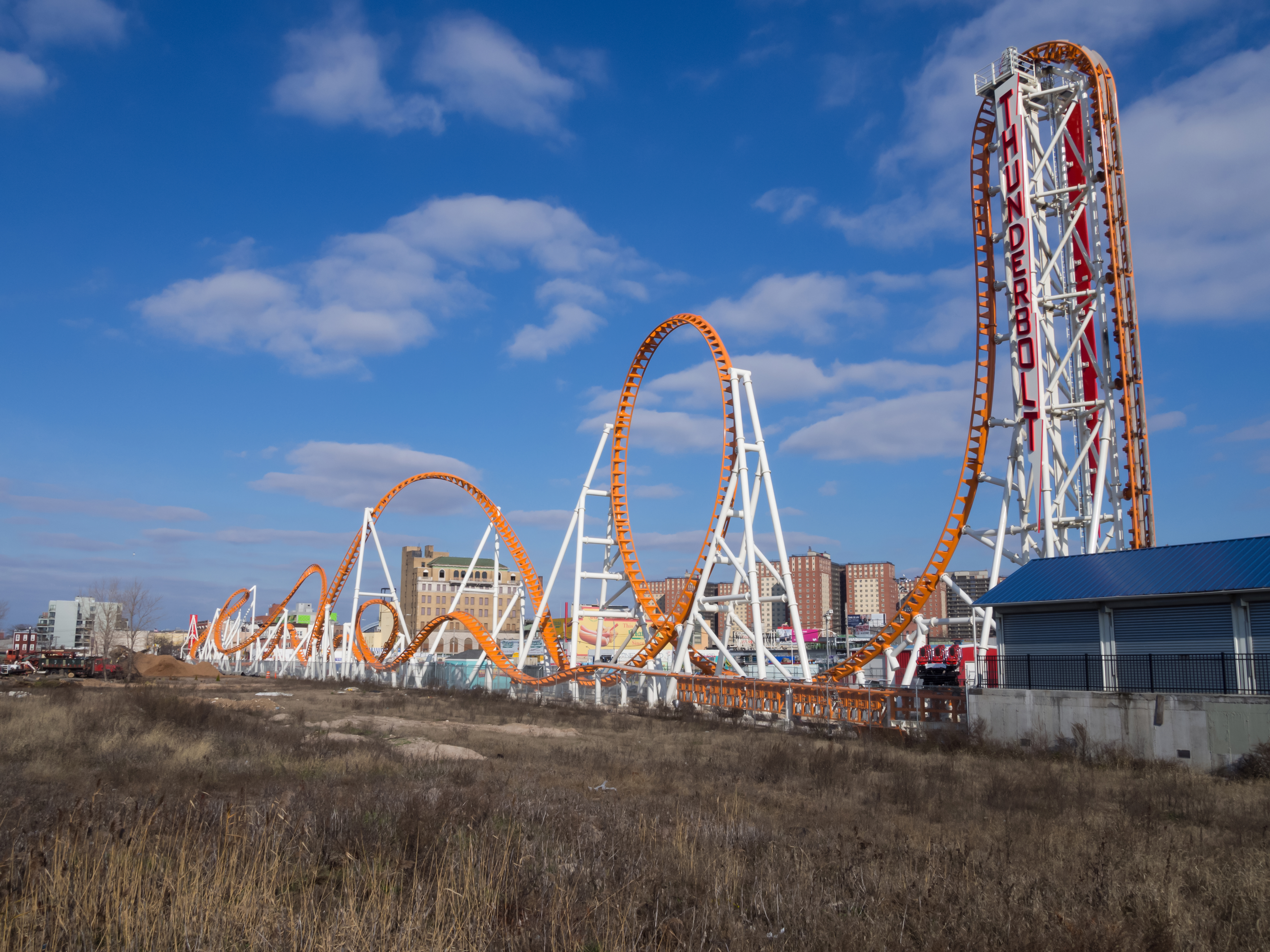
Thunderbolt .

### Autres attractions

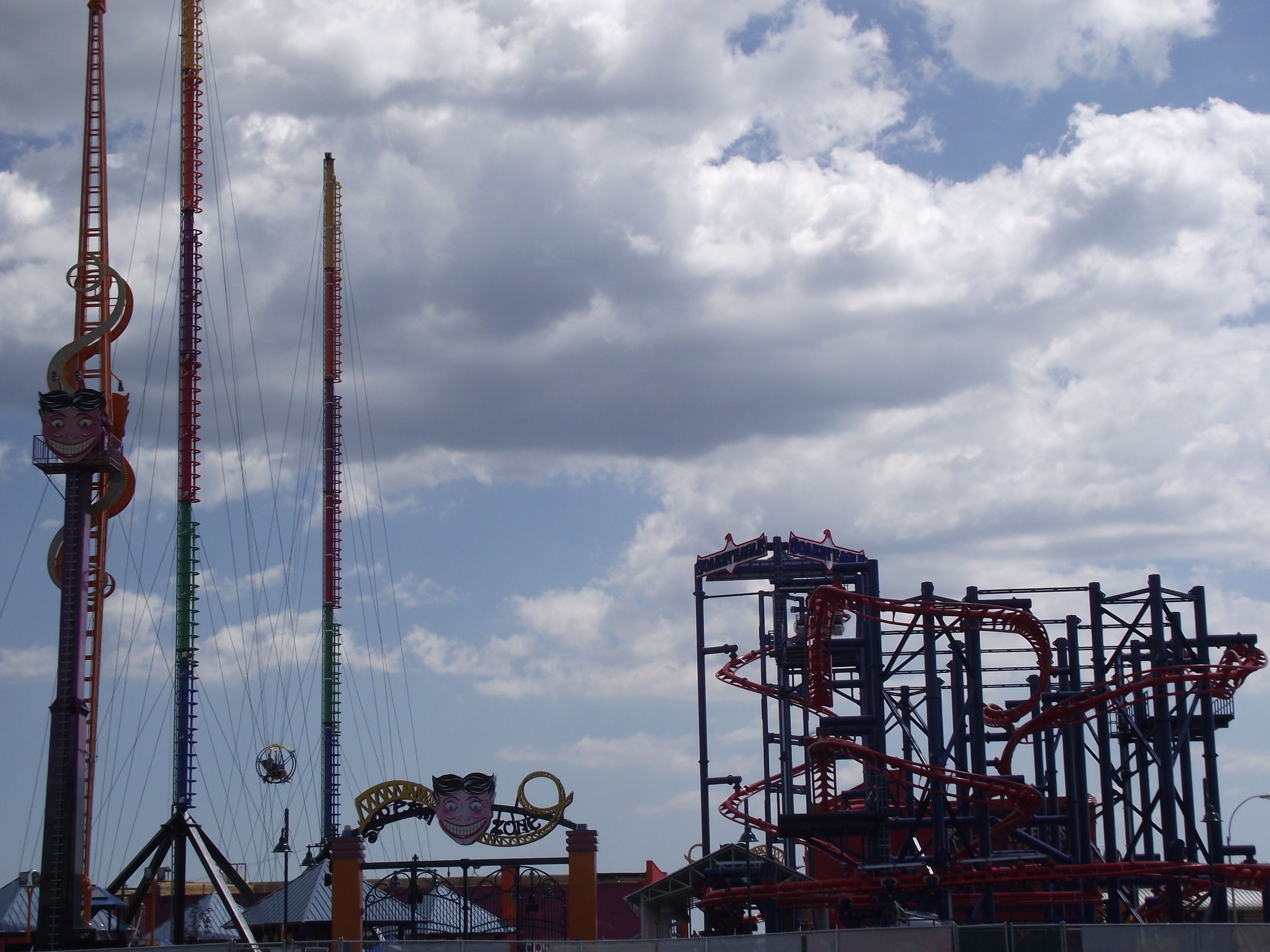
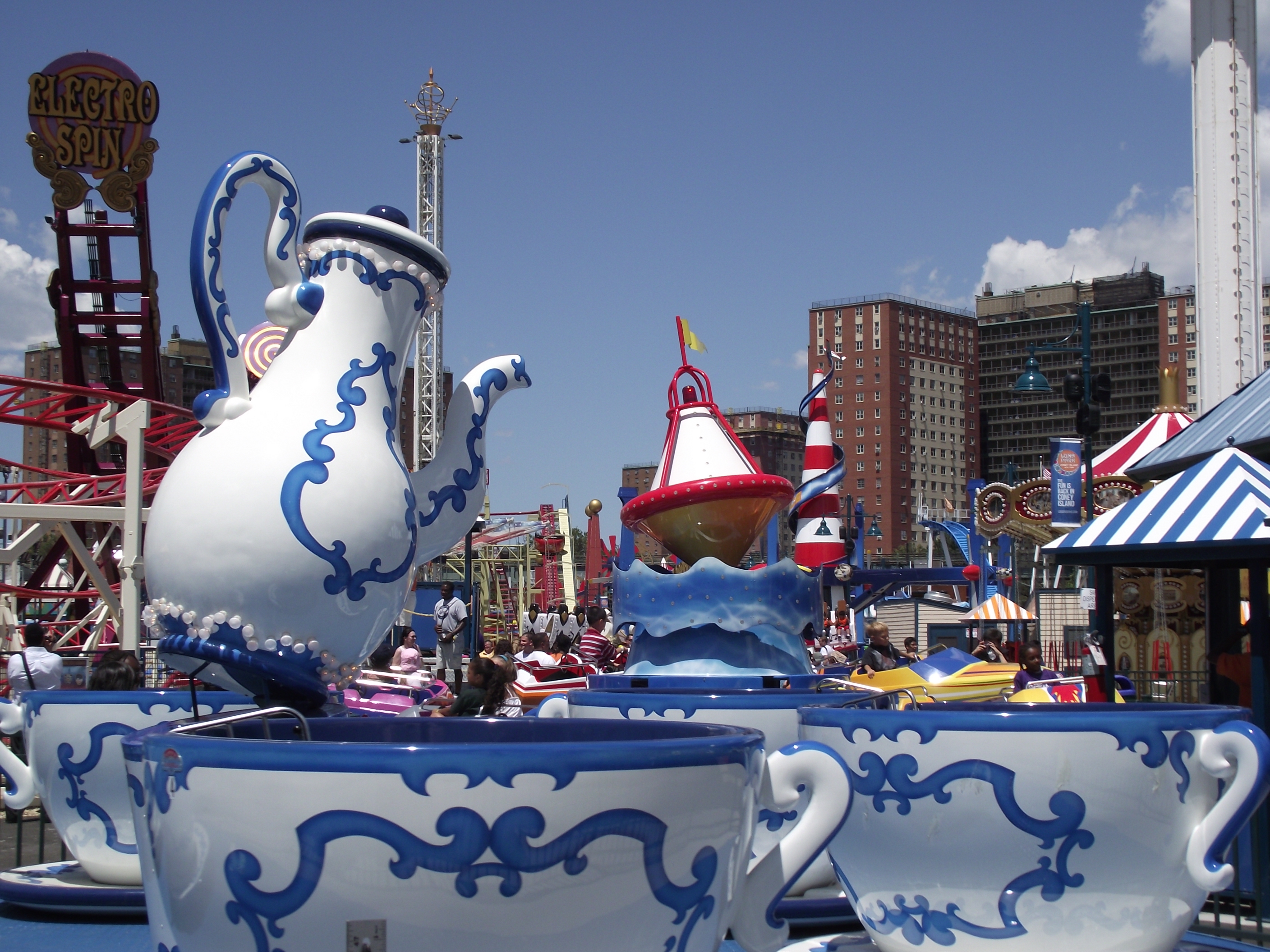
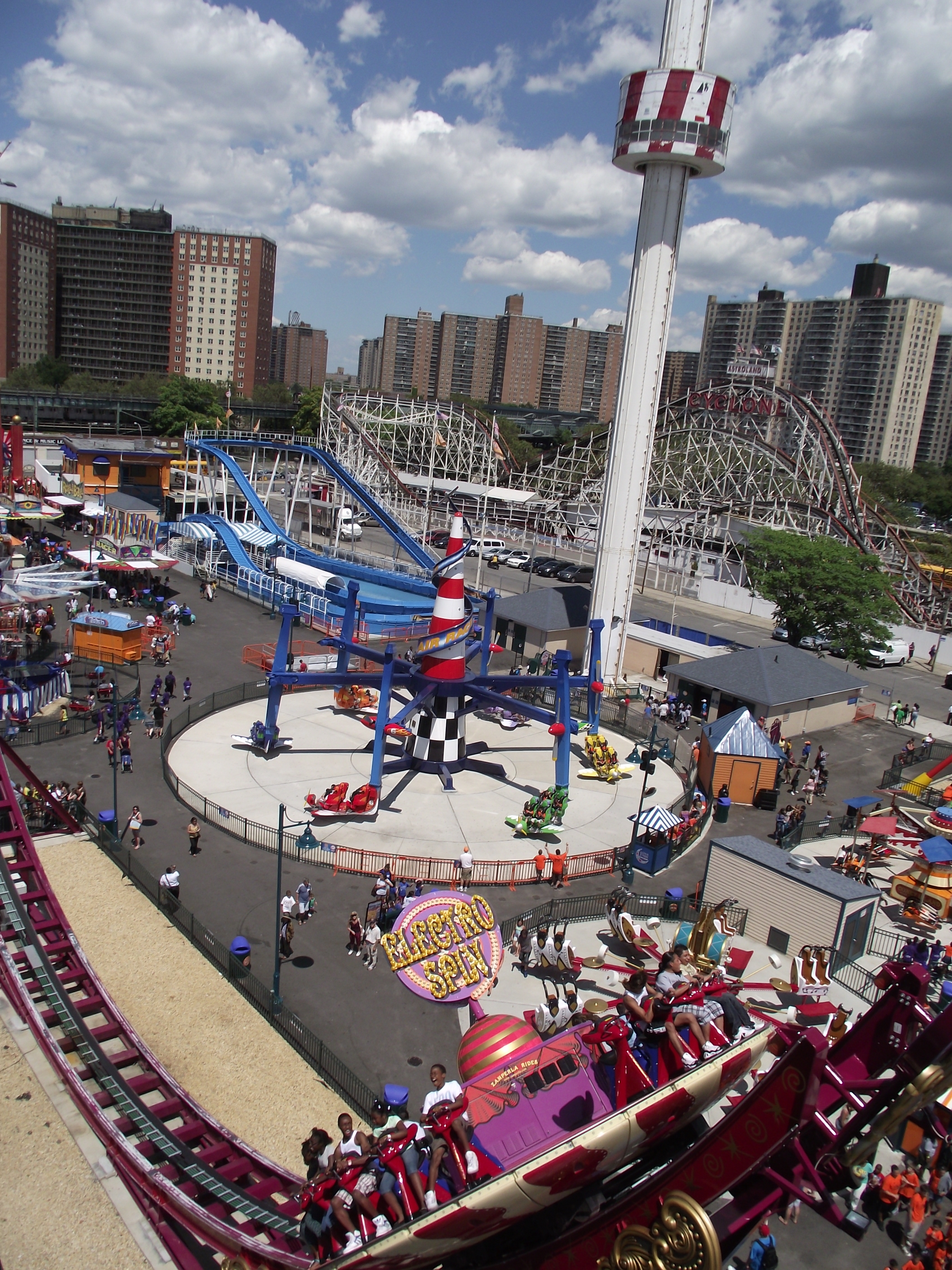

| Nom                      | Type / Modèle    | Constructeur | Année |
| ------------------------ | ---------------- | ------------ | ----- |
| Air Race                 | Air Race         | Zamperla     | 2010  |
| Coney Island Hang Glider | Kite Flyer       | Zamperla     | 2010  |
| Coney Island Sound       | Wave Blaster     | Zamperla     | 2010  |
| Coney Tower              | Sky Tower        | Zamperla     | 2010  |
| Eclipse                  | Mini Discovery   | Zamperla     | 2010  |
| Electro Spin             | Mega Disk'O      | Zamperla     | 2010  |
| Happy Swing              | Happy Swing      | Zamperla     | 2010  |
| Lynn's Trapeze           | Chaises volantes | Zamperla     | 2010  |
| Speed Boat               | Jump Around      | Zamperla     | 2010  |
| Surf's Up                | Surf's Up        | Zamperla     | 2010  |
| Wild River               | Bûches           | Zamperla     | 2010  |

## Autres Luna Parks
Beaucoup de Luna Parks ont été créés à la suite du succès du parc de Coney Island. Frederick Ingersoll ouvrit deux Luna Parks en 1905. L'un à Pittsburgh en Pennsylvanie et l'autre à Cleveland dans l'Ohio. En 1915, Ingersoll possédait de nombreux Luna Parks à travers le monde.
Les deux Luna Parks ouverts en Australie à Melbourne en 1912 et à Sydney (1935), et toujours opérants de nos jours, se sont inspirés du nom et de l'aspect du parc de Coney Island.